# Élections législatives de 1958 dans la Vienne
Les élections législatives françaises de 1958 se déroulent les 23 et 30 novembre 1958. Dans le département de la Vienne, trois députés sont à élire dans le cadre de trois circonscriptions.

## Élus
| Circonscription | Député élu     | Parti | Parti |
| --------------- | -------------- | ----- | ----- |
| 1re             | Paul Guillon   |       | CRR   |
| 2e              | Ernest Bouchet |       | UNR   |
| 3e              | Claude Peyret  |       | UNR   |

## Système électoral
Pour la première fois depuis 1936, les élections législatives ont lieu au scrutin uninominal majoritaire à deux tours dans des circonscriptions uninominales.
Est élu au premier tour le candidat qui réunit la majorité absolue des suffrages exprimés et un nombre de voix au moins égal au quart (25 %) des électeurs inscrits dans la circonscription. Si aucun des candidats ne satisfait ces conditions, un second tour est organisé entre les candidats ayant réuni un nombre de voix au moins égal à 5 % des suffrages exprimés. Au second tour, le candidat arrivé en tête est déclaré élu.
Le seuil de qualification, basé sur un pourcentage relativement faible des suffrages exprimés, tend à faciliter l'accès au second tour de plus de deux candidats. Les candidats en lice au second tour peuvent ainsi fréquemment être trois, un cas de figure appelé « triangulaire ». Lorsque quatre candidats s'affrontent au second tour, on parle de « quadrangulaire ».

## Résultats

### Résultats à l'échelle du département
| Parti          | Parti                                          | Premier tour | Premier tour | Second tour | Second tour | Sièges |
| Parti          | Parti                                          | Voix         | %            | Voix        | %           | Sièges |
| -------------- | ---------------------------------------------- | ------------ | ------------ | ----------- | ----------- | ------ |
|                | Union pour la nouvelle République              | 31 650       | 20,73        | 45 819      | 30,61       | 2      |
|                | Modérés                                        | 18 790       | 12,31        | Retrait     | Retrait     | 0      |
|                | Centre national des indépendants et paysans    | 16 034       | 10,50        | 16 465      | 11,00       | 0      |
|                | Droite parlementaire                           | 66 474       | 43,53        | 62 284      | 41,61       | 2      |
|                |                                                |              |              |             |             |        |
|                | Mouvement républicain populaire                | 26 905       | 17,62        | 35 444      | 30,61       | 0      |
|                | Parti communiste français                      | 24 200       | 15,85        | 25 581      | 17,09       | 0      |
|                | Centre réformateur républicain                 | 14 514       | 9,51         | 26 360      | 17,61       | 1      |
|                | Section française de l'Internationale ouvrière | 10 071       | 6,60         | Retrait     | Retrait     | 0      |
|                | Radicaux centristes                            | 4 664        | 3,05         | Retrait     | Retrait     | 0      |
|                | Union et fraternité française                  | 3 391        | 2,22         | Retrait     | Retrait     | 0      |
|                | Centre républicain                             | 2 473        | 1,62         |             |             | 0      |
|                |                                                |              |              |             |             |        |
| Inscrits       | Inscrits                                       | 206 251      | 100,00       | 206 233     | 100,00      | 3      |
| Abstentions    | Abstentions                                    | 49 127       | 23,82        | 53 559      | 25,97       |        |
| Votants        | Votants                                        | 157 124      | 76,18        | 152 674     | 74,03       |        |
| Blancs et nuls | Blancs et nuls                                 | 4 432        | 2,82         | 3 005       | 1,97        |        |
| Exprimés       | Exprimés                                       | 152 692      | 97,18        | 149 669     | 98,03       |        |

### Résultats par circonscription

#### Première circonscription (Poitiers)
| Candidat       | Candidat            | Parti          | Premier tour | Premier tour | Second tour | Second tour |  |
| Candidat       | Candidat            | Parti          | Voix         | %            | Voix        | %           |  |
| -------------- | ------------------- | -------------- | ------------ | ------------ | ----------- | ----------- |  |
|                | Paul Guillon élu    | CRR            | 14 514       | 28,05        | 26 360      | 51          |  |
|                | Henry de Cluzeau    | CNIP           | 12 573       | 24,3         | 16 465      | 31,86       |  |
|                | Alphonse Bouloux    | PCF            | 9 269        | 17,92        | 8 859       | 17,14       |  |
|                | Pierre Bonnet       | UNR            | 6 662        | 12,88        | Retrait     | Retrait     |  |
|                | Henri Huyard        | SFIO           | 3 885        | 7,51         | Retrait     | Retrait     |  |
|                | Raymond Longepierre | CR             | 2 473        | 4,78         |             |             |  |
|                | Camille Veillon     | Modérés        | 2 359        | 4,56         |             |             |  |
|                |                     |                |              |              |             |             |  |
| Inscrits       | Inscrits            | Inscrits       | 70 496       | 100,00       | 70 492      | 100,00      |  |
| Abstentions    | Abstentions         | Abstentions    | 16 930       | 24,02        | 17 896      | 25,39       |  |
| Votants        | Votants             | Votants        | 53 566       | 75,98        | 52 596      | 74,61       |  |
| Blancs et nuls | Blancs et nuls      | Blancs et nuls | 1 831        | 3,42         | 912         | 1,73        |  |
| Exprimés       | Exprimés            | Exprimés       | 51 735       | 96,58        | 51 684      | 98,27       |  |

#### Deuxième circonscription (Châtellerault)
| Candidat       | Candidat           | Parti          | Premier tour | Premier tour | Second tour | Second tour |  |
| Candidat       | Candidat           | Parti          | Voix         | %            | Voix        | %           |  |
| -------------- | ------------------ | -------------- | ------------ | ------------ | ----------- | ----------- |  |
|                | Pierre Abelin      | MRP            | 15 647       | 33,33        | 18 606      | 40,32       |  |
|                | Ernest Bouchet élu | UNR            | 14 172       | 30,19        | 21 137      | 45,81       |  |
|                | Guy Parthenay      | Modérés        | 7 043        | 15           | Retrait     | Retrait     |  |
|                | Paul Jamain        | PCF            | 6 610        | 14,08        | 6 400       | 13,87       |  |
|                | Jean Vergnaud      | SFIO           | 3 469        | 7,39         | Retrait     | Retrait     |  |
|                |                    |                |              |              |             |             |  |
| Inscrits       | Inscrits           | Inscrits       | 62 791       | 100,00       | 62 819      | 100,00      |  |
| Abstentions    | Abstentions        | Abstentions    | 14 638       | 23,31        | 15 851      | 25,23       |  |
| Votants        | Votants            | Votants        | 48 153       | 76,69        | 46 968      | 74,77       |  |
| Blancs et nuls | Blancs et nuls     | Blancs et nuls | 1 212        | 2,52         | 825         | 1,76        |  |
| Exprimés       | Exprimés           | Exprimés       | 46 941       | 97,48        | 46 143      | 98,24       |  |

#### Troisième circonscription (Montmorillon)
| Candidat       | Candidat                    | Parti          | Premier tour | Premier tour | Second tour | Second tour |  |
| Candidat       | Candidat                    | Parti          | Voix         | %            | Voix        | %           |  |
| -------------- | --------------------------- | -------------- | ------------ | ------------ | ----------- | ----------- |  |
|                | Fernand Chaussebourg        | MRP            | 11 258       | 20,84        | 16 838      | 32,48       |  |
|                | Claude Peyret élu           | UNR            | 10 816       | 20,02        | 24 682      | 47,61       |  |
|                | André Rideau                | PCF            | 8 321        | 15,4         | 10 322      | 19,91       |  |
|                | Jean Raffarin               | Modérés        | 7 168        | 13,27        | Retrait     | Retrait     |  |
|                | Jean-Michel Quintard        | Radcent        | 4 664        | 8,63         | Retrait     | Retrait     |  |
|                | Jean-Paul Guichard des Ages | CNIP           | 2 361        | 6,41         | Retrait     | Retrait     |  |
|                | René Thomas                 | UFF            | 3 391        | 6,28         | Retrait     | Retrait     |  |
|                | Narcisse Moreau             | SFIO           | 2 717        | 5,03         | Retrait     | Retrait     |  |
|                | Luc Lévesque                | Modérés        | 2 220        | 4,11         |             |             |  |
|                |                             |                |              |              |             |             |  |
| Inscrits       | Inscrits                    | Inscrits       | 72 964       | 100,00       | 72 922      | 100,00      |  |
| Abstentions    | Abstentions                 | Abstentions    | 17 559       | 24,07        | 19 812      | 27,17       |  |
| Votants        | Votants                     | Votants        | 55 405       | 75,93        | 53 110      | 72,83       |  |
| Blancs et nuls | Blancs et nuls              | Blancs et nuls | 1 389        | 2,51         | 1 268       | 2,39        |  |
| Exprimés       | Exprimés                    | Exprimés       | 54 016       | 97,49        | 51 842      | 97,61       |  |